# Antoni Puig i Sorribes
Antoni Puig i Sorribes (Perafita, 1666 - Pressburg, vers 1740) va ser un militar i polític català que va lluitar al bàndol austriacista durant la Guerra de Successió.

## Biografia
Nascut a Perafita el 1666 en una família benestant del Lluçanès era fill de Jaume Puig de Perafita i Eulàlia Sorribes. Tenia un altre germà militar, Francesc Puig i Sorribes, i un germà rector de Tona, Raimon. També tenia quatre germanes: Gertrudis, Francesca, Maria Àngela i Eulàlia, cassada amb Francesc de Pujades.
Durant la Guerra dels Nou Anys, juntament amb el seu pare i germà Francesc, van formar part de la Companyia d'Osona, un cos d'irregulars comandat pel veguer de Vic, Ramon Sala i Saçala. En aquesta companyia també hi lluitaven altres homes que posteriorment prendrien partit pel bàndol austriacista coneguts com els vigatans. Durant aquest període entraria en contacte amb el virrei de Catalunya entre 1697 i 1701, el príncep Jordi de Hessen-Darmstadt.
A l'inici de la Guerra de Successió formà part del cercle austriacista, centrat a l'Acadèmia dels Desconfiats, que proposava un model de país molt diferent del borbònic.
Finalment, el 1705, fou dels signants del Pacte dels Vigatans que posteriorment, amb el tractat de Gènova, passaria Catalunya al bàndol austriacista.
El 1706 fou nomenat coronel de les Reials Guàrdies Catalanes i va combatre al setge de Barcelona de 1706. El 21 d'abril fou greument ferit, però després de recuperar-se, l'octubre d'aquell mateix any, va participar en la presa de Borja.
El 1710 el seu regiment va incorporar-se a la segona expedició aliada de Madrid. Durant l'ofensiva va participar en dues de les grans derrotes borbòniques: la batalla d'Almenar i la de Monte Torrero, tenint un paper rellevant en aquesta darrera batalla. Després d'ocupar Madrid durant dos mesos, es va retirar amb la resta de l'exèrcit aliat i va combatre a les batalles de Brihuega i Villaviciosa.
Amb la decisió de resistir a ultrança, el 9 de juliol de 1713, Antoni Puig i Sorribes va ser nomenat coronel de l'Exèrcit de Catalunya. En primer lloc va intentar ocupar la fortalesa d'Hostalric, però el coronel Marulli no li va voler cedir. Durant la retirada va reclutar un grup de fusellers i, quan va tornar a Barcelona, fou nomenat coronel del Regiment de cavalleria Sant Jaume.
El 8 de febrer de 1714, amb 200 genets més, sortí de Barcelona per anar a donar suport a la revolta de les quinzenades a petició del marquès del Poal, que demanava reforços per poder mantenir la insurrecció que s'havia propagat a l'interior.
Durant l'any 1714 continuaria guerrejant a l'interior del país i també intervendria a la victòria catalana a la Batalla de Talamanca, tallant el camí de Mura i obligant als borbònics a baixar a la vall.
Acabada la guerra, va ser un dels molts que s'hagueren d'exiliar en terres de l'emperador Carles VI d'Àustria. Vers el 1735, per ordre del comte de Hamilton, s'encarregà de dirigir el trasllat d'alguns d'aquells exiliats al Banat de Temesvar, l'assentament creat per allunyar-los de Viena. Va morir a Pressburg (actual Bratislava) pels volts de 1740. Pocs mesos abans, s'havia casat amb Magdalena Loli, la vídua d'Antonio Loli, antic procurador fiscal de Palerm.